# Стрибки у воду на Чемпіонаті світу з водних видів спорту 2017 — синхронна вишка, 10 метрів (жінки)
Змагання зі стрибків у воду з десятиметрової синхронної вишки серед жінок на Чемпіонаті світу з водних видів спорту 2017 відбулися 16 липня.

## Результати
Попередній раунд розпочався о 10:00. Фінал відбувся о 18:30.
Зеленим позначено фіналісток
| Місце | Країна          | Стрибунки                          | Попередній раунд | Попередній раунд | Фінал      | Фінал      |
| Місце | Країна          | Стрибунки                          | Очки             | Місце            | Очки       | Місце      |
| ----- | --------------- | ---------------------------------- | ---------------- | ---------------- | ---------- | ---------- |
| 1     | Китай           | Жень Цянь Си Яцзе                  | 334.32           | 1                | 352.56     | 1          |
| 2     | Північна Корея  | Kim Mi-rae Кім Кук Хян             | 325.62           | 2                | 336.48     | 2          |
| 3     | Малайзія        | Цзюнь Хон Чон Панделела Рінонг     | 309.66           | 4                | 328.74     | 3          |
| 4     | Канада          | Мейган Банфето Келі Маккей         | 293.22           | 6                | 315.78     | 4          |
| 5     | Австралія       | Танека Ковченко Мелісса Ву         | 311.16           | 3                | 308.10     | 5          |
| 6     | США             | Таррін Гілліланд Джессіка Парратто | 293.70           | 5                | 306.96     | 6          |
| 7     | Велика Британія | Тоня Коуч Луїс Тулсон              | 283.68           | 9                | 300.48     | 7          |
| 8     | Росія           | Валерія Бєлова Юлія Тімошиніна     | 290.04           | 7                | 291.96     | 8          |
| 9     | Мексика         | Габріела Агундес Саманта Хіменес   | 284.46           | 8                | 290.58     | 9          |
| 10    | Японія          | Мацурі Арай Нана Сасакі            | 280.44           | 10               | 283.32     | 10         |
| 11    | Італія          | Ноемі Баткі К'яра Пеллакані        | 262.50           | 12               | 269.16     | 11         |
| 12    | Україна         | Валерія Люлько Софія Лискун        | 275.10           | 11               | 265.20     | 12         |
| 13    | Нідерланди      | Інге Янсен Селін ван Дойн          | 262.32           | 13               | Не пройшли | Не пройшли |
| 14    | Південна Корея  | Чо Ин-бі Кім Су Чі                 | 261.42           | 14               | Не пройшли | Не пройшли |
| 15    | Німеччина       | Крістіна Вассен Елена Вассен       | 257.94           | 15               | Не пройшли | Не пройшли |
| 16    | Колумбія        | Кароліна Мурільйо Даніела Сапата   | 242.64           | 16               | Не пройшли | Не пройшли |